# Mistrzostwa Polski w Biathlonie 2005
39. Mistrzostwa Polski w biathlonie 2005 rozegrano w Kościelisku – Kirach w dniach 29 marca – 3 kwietnia 2005. Biegi sztafetowe zostały odwołane w związku z żałobą po śmierci Jana Pawła II.

## Mężczyźni

### Sprint – 10 km
| M | Zawodnik            | Klub                | Czas     | Kary |
| - | ------------------- | ------------------- | -------- | ---- |
| 1 | Tomasz Sikora       | NKS Dynamit Chorzów | 23:11,2  | 0    |
| 2 | Krzysztof Pływaczyk | AZS AE Wałbrzych    | + 1;13,2 | 2    |
| 3 | Grzegorz Bodziana   | AZS AWF Katowice    | + 1:29,9 | 2    |

Data: 30.03.2005

### Bieg pościgowy – 12,5 km
| M | Zawodnik            | Klub                | Czas     | Kary |
| - | ------------------- | ------------------- | -------- | ---- |
| 1 | Tomasz Sikora       | NKS Dynamit Chorzów | 32:09,3  | 0    |
| 2 | Krzysztof Pływaczyk | AZS AE Wałbrzych    | + 1:44,4 | 1    |
| 3 | Michał Piecha       | AZS AWF Katowice    | + 2:58,6 | 3    |

Data: 31.03.2005

### Bieg indywidualny – 20 km
| M | Zawodnik            | Klub               | Czas    | Kary |
| - | ------------------- | ------------------ | ------- | ---- |
| 1 | Wiesław Ziemianin   | BKS WP Kościelisko | 47:41,9 | 2    |
| 2 | Michał Piecha       | AZS AWF Katowice   | + 12,0  | 3    |
| 3 | Krzysztof Pływaczyk | AZS AE Wałbrzych   | + 22,4  | 2    |

Data: 2.04.2005

## Kobiety

### Sprint – 7,5 km
| M | Zawodniczka        | Klub                        | Czas    | Kary |
| - | ------------------ | --------------------------- | ------- | ---- |
| 1 | Magdalena Gwizdoń  | BLKS Żywiec                 | 21:59,9 | 2    |
| 2 | Magdalena Nykiel   | MKS Karkonosze Jelenia Góra | + 32,3  | 0    |
| 3 | Katarzyna Ponikwia | BKS WP Kościelisko          | + 43,0  | 1    |

Data: 30.03.2005

### Bieg pościgowy – 10 km
| M | Zawodniczka       | Klub                        | Czas     | Kary |
| - | ----------------- | --------------------------- | -------- | ---- |
| 1 | Magdalena Gwizdoń | BLKS Żywiec                 | 32:11,2  | 1    |
| 2 | Krystyna Pałka    | AZS AWF Katowice            | + 1:57,6 | 1    |
| 3 | Magdalena Nykiel  | MKS Karkonosze Jelenia Góra | + 4:26,7 | 5    |

Data: 31.03.2005

### Bieg indywidualny – 15 km
| M | Zawodniczka       | Klub                        | Czas    | Kary |
| 1 | Krystyna Pałka    | AZS AWF Katowice            | 43:23,9 | 1    |
| 2 | Magdalena Gwizdoń | BLKS Żywiec                 | + 20,2  | 3    |
| 3 | Magdalena Nykiel  | MKS Karkonosze Jelenia Góra | + 53,9  | 3    |

Data: 2.04.2005